# Vanderhorstia auropunctata
Vanderhorstia auropunctata är en fiskart som först beskrevs av Tomiyama, 1955.  Vanderhorstia auropunctata ingår i släktet Vanderhorstia och familjen smörbultsfiskar. Inga underarter finns listade i Catalogue of Life.